# Aeolische orde

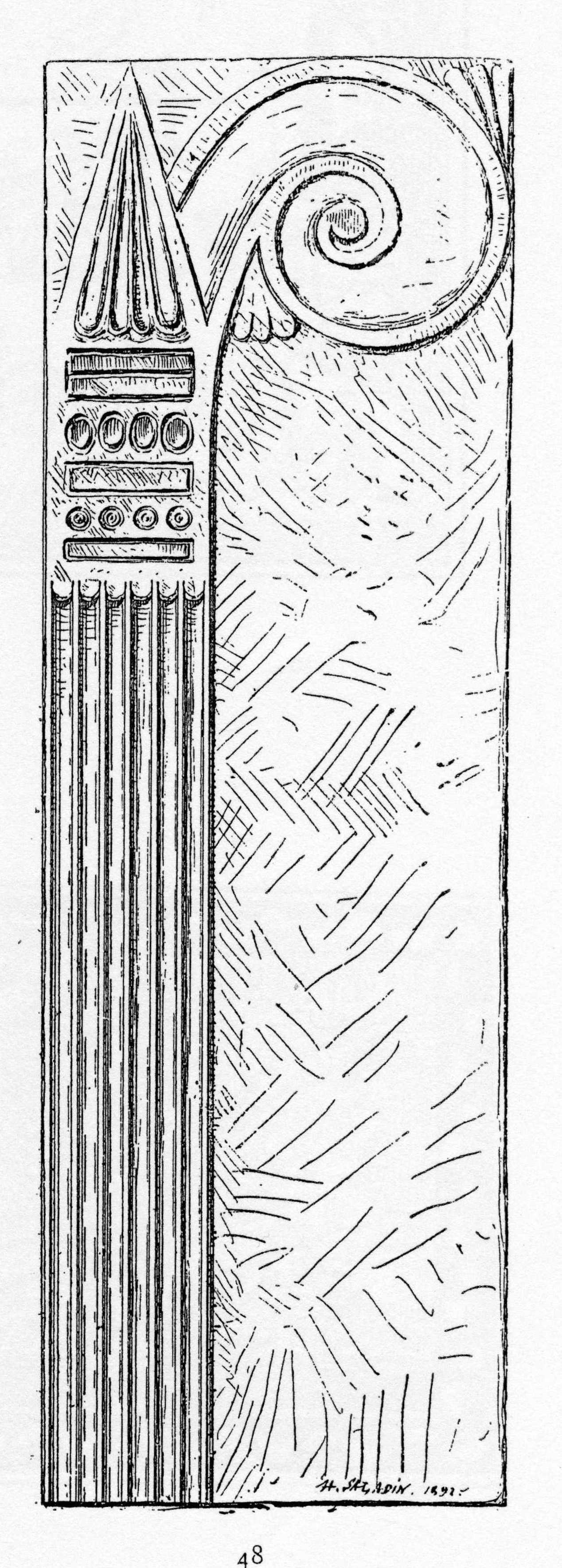
Aeolische zuil, tegenwoordig in het Bardomuseum, Tunis

De Aeolische orde of Aeoliaanse orde was een antieke bouworde van de klassieke architectuur.
De vorm ontwikkelde zich in het noordwesten van Klein-Azië, maar wordt ook gezien in een aantal tempels in Sicilië, en is genoemd naar de Eolische Eilanden. Het heeft een sterke gelijkenis met de beter bekende Ionische orde, maar verschilt in het kapiteel, waar een palmet wordt geplaatst tussen de twee voluten. Veel voorbeelden laten ook vereenvoudigde details zien ten opzichte van de Ionische orde.
De oudste bewaard gebleven voorbeelden van de Aeolische orde zijn gelijktijdig met de opkomst van de Ionische en Dorische orden in de 6e eeuw voor Christus, maar sommige autoriteiten hebben gesuggereerd dat de Ionische stijl een ontwikkeling van de Aeolische vertegenwoordigt.
De Aeolische orde kwam buiten gebruik aan het einde van de Archaïsche periode.